# Palestra Ginnastica Fiorentina Libertas
La Palestra Ginnastica Fiorentina Libertas è una società polisportiva di Firenze fondata nel 1877 con sede nell'antico refettorio del convento della basilica di Santa Maria Novella.
Dopo un primo periodo dedicato all'insegnamento della ginnastica e scherma, divenne ben presto una polisportiva contribuendo alla diffusione del podismo, lotta, pugilato, tamburello ed altre discipline sportive. La PGF Libertas istituì anche corsi gratuiti per i giovani che non potevano permettersi di avvicinarsi allo sport. Questa attività umanitaria gli valse nel 1877 il riconoscimento in ente morale con regio decreto di S.A.R. Umberto I.
La P.G.F. Libertas è stata insignita della Stella d'oro del CONI al merito sportivo nel 1975 e della Medaglia d'onore al merito sportivo nel 1982.

## Le origini
Nel luglio del 1872 un nucleo di giovani fondò la «Società Fiorentina di Ginnastica e Scherma». Disciolta questa Società, alcuni soci di essa fondarono, nel giugno 1877, la "Palestra Ginnastica Fiorentina Libertas". In quell'anno la società ottenne gratuitamente dal Comune, per uso di Palestra e Sede Sociale, l'ex-Oratorio di San Firenze. Nell'agosto 1881 quel locale fu destinato alla Regia Corte di Assise e la Libertas trasferì la propria sede nell'antico refettorio del Convento di Santa Maria Novella, dove tuttora si trova. Il primo Presidente, vero fondatore e anima per molti anni di questa Società, fu l'avvocato Giulio Conti.
Uno dei primi documenti ufficiali che riporta informazioni sulla Società è lo Statuto del 1885; da questo si apprende che gli obbiettivi primari della Libertas erano di diffondere l'attività fisica e costruire una propria Palestra. Sogno che diverrà finalmente realtà solo nel 1922. Di questi primi 45 anni di attività rimane testimonianza in un libretto realizzato a ricordo dell'inaugurazione del Campo sportivo velodromo Libertas di via Bellini avvenuta il 2 aprile 1922 ed alcuni numeri di un periodico edito dalla stessa Società: il "Ghiozzo Rosso".
Da questi documenti si apprende che fra i promotori e primi Soci della Libertas, figuravano ben note personalità e nobili fiorentini: l'avvocato Giulio Conti, il Cav. Prof. Enrico Mangani, l'avvocato Carlo Fabbri, il cavaliere ingegnere Alessandro Papini; il celebre scultore commendator Raffaello Romanelli, l'avvocato Alfonso Serbatisti, il commendator Filippo Tempestini, il commendator Carlo Brogi, Silvio Piancastelli, il cavaliere Ettore Puccini, il Conte Piero Venerosi-Pesciolini. Quando la Società fu costituita i Soci erano poche decine; nel 1880 erano 147; dal 1880 al 1915 il numero dei Soci si aggirò sempre intorno ai 200. La Libertas si rese ben presto benemerita della cittadinanza. Infatti, istituì una Sezione Popolare Gratuita per permettere anche ai "giovani non abbienti" di esercitarsi nella ginnastica; aprì un corso di ginnastica ortopedica per i "fanciulli rachitici" ed altro ancora pur di avvicinare i giovani allo sport. Nel 1887 la Libertas divenne "Ente Morale" con Regio Decreto per l'intensa attività propagandistica ed umanitaria, riconoscendo come questa Società "avesse fini di pubblica utilità e incontestabilmente educativi". Con gesto patriottico, nel gennaio 1916, i Soci della Libertas deliberarono l'investimento del capitale destinato alla realizzazione della Palestra, in obbligazioni del "Prestito Nazionale per la Guerra" e successivamente nel giugno 1917 decisero di donare alla Patria anche il ricco medagliere, costituito da 6 medaglie d'oro e 27 d'argento.
La Libertas ebbe un glorioso passato, specialmente nel campo della scherma e della ginnastica. Il primo concorso ginnastico al quale partecipò fu quello di Arezzo nel 1882, nel quale la sua forte squadra vinse il primo premio (grande medaglia d'oro). Nel 1890 partecipò al Concorso nazionale di scherma di Milano, riportando la medaglia d'oro.
Furono insegnanti, per la sezione ginnastica, dalla fondazione fino al 1915, Enrico Mangani, al quale subentrò il figlio Ugo; nella sezione scherma insegnava nei primi anni il maestro Lamberto Cianchi e quindi il maestro Pietro Tiraboschi.
Tra il 1890 ed il 1922 partecipò con successo a numerosi concorsi sia in Italia che all'estero distinguendosi oltre che nella ginnastica e scherma, anche nel tamburello, atletica, boxe, palla vibrata, palla al cerchio, canottaggio e con la fortissima sezione calcio.

### Calcio
La PGF Libertas, nota anche come Fiorentina Libertas, è stata una società calcistica di Firenze attiva dal 1912, che si incorpora alla Fiorentina nel 1926. Per quanto riguarda la classifica del campionato italiano di calcio dal 1898 al 1929, la squadra è 41º posto su 156.

#### Storia

La formazione calcistica della Palestra Ginnastica Fiorentina Libertas nel 1922.

Nel 1908 era stato fondato a Firenze lo Juventus Foot-Ball Club. La società sportiva che si allenava sul Prato del Quercione, nel 1912 si fuse con la Palestra Ginnastica Fiorentina Libertas, andando a costituire il nucleo calcistico della nuova società.
La Libertas iniziò a giocare sul Prato del Quercione, ottenuto in concessione dal Comune, insieme alle altre squadre cittadine, l'Itala FC (vincitrice del campionato Toscano di Terza Categoria 1908, si incorpora con la Fiorentina nel 1927-1928) il Firenze FBC (vincitore di cinque campionati Toscani dal 1909 al 1913) e la Florence Football Club nata nel 1898, negli anni i giocatori di questa squadra confluirono sia nel CS Firenze che nella Fiorentina Libertas, sta per tanto che il Florence FC era al vertice della genealogia del sodalizio calcistico che formò a Firenze nel 1926 la Fiorentina. I campi di gioco erano separati da una corda sorretta da qualche picchetto piantato per terra. Lo stesso anno vinse il campionato di promozione senza subire una sola sconfitta con 21 goal all'attivo e solo uno al passivo. Scoppia la prima guerra mondiale e quasi tutti i Soci attivi vennero richiamati alle armi: la vita sportiva della Libertas si paralizzò, per poi riprendere con rinnovato vigore appena terminato il conflitto. Ormai ridotta a poco più di 100 Soci, raggiunse e superò in meno di tre anni il numero di 1.000.
È negli anni venti che si alimenta la storica rivalità tra due squadre: la Libertas ed il Club Sportivo Firenze: i giocatori della Libertas venivano chiamati "ghiozzi rossi" a causa della loro maglia di colore scarlatto che indossavano e dei frequenti tuffi per recuperare i pallone nel Fosso Macinante, torrente che costeggiava il campo di calcio, nell'area tra via Paisiello e la Ferrovia, dove la squadra si era temporaneamente trasferita. Ma la crescente grande popolarità della Libertas costrinse la Società a cercare un terreno sul quale costruire un proprio campo di calcio, capace di contenere tutti i suoi sostenitori. Il 2 aprile 1922 si inaugura, alla presenza delle massime autorità dell'epoca, lo Stadio Velodromo "Libertas" in via Bellini, al tempo periferia della città.
Lo stadio progettato dal socio e architetto Baldacci poteva contenere 10.000 persone e aveva tribune in cemento armato (una delle prime applicazioni in impianti sportivi della ditta Flavio Pontello). L'impianto era costituito da un anello esterno in cemento, il velodromo, una pista interna per l'atletica ed il campo di calcio. Nel 1922 la Libertas aveva così tante squadre da partecipare ai campionati di 9 diverse categorie.
Dopo aver vinto il campionato di Promozione Toscano 1912-13 con 21 gol fatti e solo 1 subito, nel 1913-14 la Libertas disputò il suo primo campionato di Prima Categoria arrivando quarta nel girone toscano. Nella stagione successiva il club sfiorò la qualificazione al girone finale Italia Centrale giungendo terza a soli tre punti dal Lucca secondo. Nel 1916 perse contro il Pisa il Torneo calcistico di guerra. Vinse nel 1917 la Coppa Federale Toscana. Dopo un buon campionato nel 1919-20 (3º nel girone toscano) la Libertas disputò un disastroso campionato nel 1920-21 arrivando ultima.
Durante il campionato 1921-22 avvenne la scissione in due federazioni: la FIGC a cui aderirono tutte le piccole società del nord (Compromesso Colombo) e la CCI a cui aderirono le 24 maggiori società del nord e tutte le squadre del centro-sud (tranne le toscane che aderirono alla FIGC). Si giocarono quindi due campionati: la Libertas giocò quello della FIGC arrivando terza nel girone toscano. Con la successiva riunificazione tra le due federazioni, la FIGC decise di restringere il campionato del nord a sole 36 squadre. La Libertas dovette disputare degli spareggi salvezza contro l'Inter perdendo 3-0 all'andata e pareggiando 1-1 al ritorno, retrocedendo così in Seconda Divisione (Serie B). Nella prima edizione della Coppa Italia 1922 perde in semifinale contro il Vado F.C. che vince il trofeo.
Al termine della stagione 1925-1926 venne ammessa alla nuova Prima Divisione (che con la creazione della Divisione Nazionale era diventato il campionato di secondo livello). Alla fine della stagione, dopo un tormentato periodo che coinvolse le dirigenze della Libertas e del CS Firenze, le due sezioni calcistiche, da sempre rivali, vennero fuse dall'autorità di regime e si unirono nell'Associazione Calcio Fiorentina. Lo stadio di via Bellini, liberato del velodromo e della pista di atletica, diventò il primo stadio della neonata Fiorentina. La fusione dei due sodalizi venne in realtà imposta dal regime e guidata dal Marchese Luigi Ridolfi, che ne divenne primo presidente.

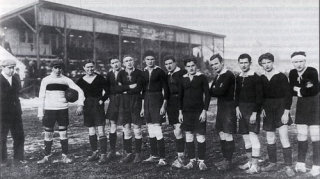
La prima formazione del presidente Ridolfi, nell'esordio in campionato contro il Pisa 3 ottobre 1926, la Fiorentina in maglia rossa sul terreno di Via Bellini, da sinistra: Serravalli, Posteiner, Benassi, Barigozzi, Segoni, Focosi, Baldini, Salvatorini, Volk, Baccilieri, Bandini. 6º posto nel 1926-1927

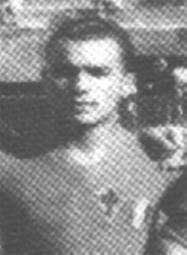
Mario Baldini, attaccante della P.G.F. Libertas e poi della Fiorentina.

La Fiorentina giocò in via Bellini fino al 1931, anno in cui la prima squadra si trasferì allo Stadio Berta (poi Comunale) a Campo di Marte. In via Bellini continuarono ad allenarsi e giocare le giovanili della Fiorentina fino agli anni cinquanta, quando il terreno ormai in completo abbandono e non più estrema periferia della città, venne edificato. Comunque la PGF Libertas continuò la sua attività nelle altre discipline sportive praticate nella Palestra di Santa Maria Novella dove tuttora svolge la propria attività.
Sebbene il Marchese Ridolfi si fosse preso il merito di aver realizzato la fusione e la nascita della nuova società calcistica cittadina, di cui fu presidente per 16 anni, per la Libertas ciò comportò la perdita del suo Stadio, costruito a spese e sacrificio dei Soci, e con esso visibilità e risorse economiche, costretta di fatto a limitare la sua attività nei locali dell'antico refettorio del convento di S.M. Novella di proprietà del Comune. Per il Club Sportivo significò invece perdere solo la sua sezione calcistica (dopo aver comunque venduto i calciatori più validi) e di limitare anzi veder rinforzata la sua sezione ciclismo con un velodromo completamente rinnovato.
Nel 1931 la Fiorentina si trasferì allo stadio Berta (poi stadio Comunale) fortemente voluto e realizzato grazie al fondamentale impegno economico del Marchese Ridolfi che vendette gran parte del suo patrimonio pur di realizzarlo.
Lo stadio di via Bellini perse progressivamente di importanza. Vi giocavano ancora le seconde squadre e vi si allenavano durante il ventennio i giovani del Circolo Fascista Montemaggi svolgendo attività premilitare.
Poi durante la seconda guerra mondiale le tribune in cemento armato vennero adibite a rifugio antiaereo e poi nuovamente come campo di calcio delle giovanili della Fiorentina fino agli anni cinquanta. Infine il glorioso campo sparì inghiottito dall'espansione edilizia della città.

#### Palmarès

##### Competizioni regionali
- Promozione Toscana 1912-13
- Coppa Toscana 1917-1918

##### Altri piazzamenti
- Coppa Italia:

Semifinalista: 1922

### Pallacanestro
Esisteva anche una sezione cestistica della società che vinse il 5 ottobre 1919 a Lucca il Criterio Nazionale di Basketball organizzato dall'YMCA (Young Men's Christian Association) di Firenze e dalla locale società Libertas sotto l'Alto Patronato di S.A.R. Vittorio Emanuele III di Savoia: la Libertas precedette con 12 vittorie la Pro Italia e la Sempre Avanti Juventus di Firenze e la Libertas Lucca. Questo fu il primo torneo di basketball organizzato in Italia.
Nello stesso anno la PGF vinse anche la Coppa d'Argento YMCA e proseguì l'attività anche negli anni successivi, almeno fino al 1923, quando a Firenze si svolse il Campionato Toscano di Palla al Cerchio “lodevolmente organizzato dalla Palestra Ginnastica Fiorentina Libertas” anche se la classifica finale non arrise alla società organizzatrice. È probabilmente in questo periodo che la Libertas concluse la sua attività nell'ambito della pallacanestro. Peraltro anche l'area che era stata destinata alla palla al cerchio nel progetto del Campo Sportivo di via Bellini del 1922, non venne mai realizzata.

### Pugilato
Uno dei più grandi campioni di pugilato iscritti alla Libertas fu Wladimiro Malatesti che vinse molte riunioni pugilistiche spesso organizzate dalla Libertas negli anni venti. Il suo più grande successo fu il titolo di campione toscano conquistato il 10 aprile 1922 nei pesi “Bantanus”. Dopo una carriera di tutto rispetto dovette però abbandonare questa disciplina per problemi di vista e si dedicò alle arti marziali, diventandone un protagonista nel karate e Jūdō.

### La pesistica e il culturismo
Il culturismo in Italia sembra trovar origine proprio a Firenze.
Nell'immediato dopoguerra nella Palestra di Santa Maria Novella era presente anche una sezione "Pesistica".
Ed è proprio in questi anni che frequentava la Libertas "Ciro", uno statunitense rimasto di presidio presso il Cimitero americano sulla via Cassia.
Ciro insegnò al giovane Tullio Ricciardi le tecniche, ancora sconosciute in Italia, del culturismo.
Ricciardi farà tesoro degli insegnamenti e fonderà poi la sua Palestra nel 1953 ed il primo periodico sull'argomento "Cultura Fisica" nel 1957. Il modello fotografato per spiegare le diverse figure del body building è Francesco Conti, un ragazzo con un fisico eccezionale, costruito a seguito della riabilitazione effettuata a causa di un brutto incidente stradale, che frequentava la sezione judo della PGF.
Si svolse nell'estate del 1958 al Parterre di Firenze anche il primo campionato di Mister Italia organizzato e con la partecipazione del Ricciardi e di Conti.
Un ventinovenne Ricciardi vince il titolo di Mister Italia.
Ricciardi farà aprire a Conti una palestra dedicata al culturismo a Milano e poi a Genova.
Conti in seguito fonderà i suoi centri fitness e wellness che faranno scuola in Italia e si diffonderanno soprattutto in Lombardia.

### La ginnastica e l'atletica pesante
Negli anni Cinquanta anche la sezione ginnastica, che pur aveva continuato con grandi difficoltà, partecipa a concorsi anche internazionali, sotto la guida del prof. Pennente. Ma è grazie all'arrivo del maestro prof. Quinto Vadi (olimpionico a Londra 1948 e Helsinki 1952) che l'attività viene decisamente rilanciata.
Il prof. Vadi dal 1953 al 1958 porta i ginnasti della PGF Libertas a diversi concorsi nazionali e internazionali, conquistando importanti riconoscimenti sia in campo maschile sia in quello femminile, grazie anche al contributo della prof.ssa Maria Livia Sequi prima e successivamente della prof.ssa Dina Sangiorgi, moglie del Vadi.
Vadi dette un importante contributo per la crescita e i successi agonistici della sezione di ginnastica attrezzistica, cambiando completamente la metodica di lavoro e di preparazione ai concorsi dei giovani ginnasti della Libertas.
Il M° Vadi e la prof.ssa Sangiorgi portarono le due squadre, maschile e femminile, al concorso internazionale di Napoli nel 1957.
Della squadra maschile facevano parte: Pasquale Iannetti, Francesco Zetti, Antonello Ginanneschi, Maurizio Mattei, Gherardo Ginanneschi, Carlo Parrochi, Maurizio Fagioli, Sergio Cappelletti e Orazio Riccobono. Della squadra femminile facevano parte: Luciana Martelli, Silvia Fossi, Carla Grazzini, Gloria Pratesi, Vanna Surci, Rossana Lodoli, Cristina Landi, Giovanna Cecchi. Ma forse l'ultima medaglia tricolore nella ginnastica individuale venne da Franca Sitzia, che riuscì a conquistare il bronzo ai campionati italiani giovanili del 1957.
Alla fine del 1958, avendo assunto nuovi importanti impegni professionali con le federazioni di ginnastica, pallavolo e pallacanestro, il M° Quinto Vadi e la moglie lasciano la Libertas.
I ginnasti vennero quindi seguiti dal prof. Angelo Rebizzani, che si dedicò ai corsi di attrezzistica maschile e artistica femminile. Tra le allieve spiccano i nomi di Grazia Catani e Paola Sacchi, più volte presenti alle finali dei campionati italiani in quegli anni.
Con l'alluvione del 1966 e la perdita di gran parte delle attrezzature, i corsi vennero sospesi e Rebizzani trasferì l'attività alla Sempre Avanti Juventus, l'altra società dove già insegnava.
Dopo il restauro della palestra, a seguito della devastante alluvione, la Libertas riprese i corsi di judo.
Per effetto dell'istituzione delle società centrali, nella palestra di S. Maria Novella rimase attiva solo la sezione della ginnastica, che anche con il nome di OND Libertas (Opera Nazionale Dopolavoro) partecipa a numerosi concorsi ed esibizioni. È da ricordare nel 1929 la presenza dei ginnasti Libertas in Francia, a Orléans in occasione della “51a Féte Nationale Federale”.
Negli anni '30 si distinguono Silvano Papucci, Renato Pestellini, Ettore Toto, Leopoldo Capitelli, Pera, Cavini, Rolando Fantechi e Lapo Mazzei.
Ma la Libertas non si limiterà alla sola ginnastica ed è infatti del luglio 1938 la vittoria ai campionati italiani di lotta greco-romana di Angiolo Cherubini, allenato dal maestro Umberto Borgioli, premiata dal Consiglio della società con un assegno di 50 lire, offerto all'atleta “non tanto per il valore del premio, purtroppo modesto, ma come segno di apprezzamento per aver onorato la Libertas”. Dietro a Cherubini c'è in realtà una forte sezione di lottatori, tra i quali Alessandro Liberali, Mario Bartolozzi, Giannoni, Vannucchi, Conti e Cecchi e che si fa apprezzare a livello regionale e non solo.
La cronaca riporta che l'attività alla Libertas non si fermò neppure durante la seconda guerra mondiale, seppur ridimensionata. Al termine del conflitto, nel 1946 la Libertas dovette però trasferirsi presso la palestra Barbicinti in via Fra' Bartolommeo, dove il maestro Borgioli continuò a seguire con entusiasmo ginnasti, pesisti e lottatori.
Infatti l'antico refettorio di S.M. Novella era stato infatti requisito dal Comune (così come lo stadio di Campo di Marte) per essere utilizzato come magazzino dell'UNRRA (United Nations Relief and Rehabilitation Administration), ossia all'Ente delle Nazioni Unite per il Soccorso e la Ricostruzione, organizzazione sorta nel 1943 per portare aiuti ai Paesi in maggiore difficoltà.
Ed è in questa sede provvisoria che, sotto la guida del maestro Umberto Borgioli, il “mago della lotta”, un giovanissimo Bino Bini Smaghi mette subito in evidenza le sue straordinarie capacità fisiche e nel 1946 vince il suo primo campionato italiano di lotta greco-romana III serie nella categoria massimi. Uno sport ancora molto sentito dalla popolazione, il lottatore è ancora un eroe nell'immaginario collettivo degli italiani nell'immediato dopoguerra.
E partecipare alle competizioni in questo periodo non è certo alla portata di tutti. Le cronache sportive riportano che gli atleti napoletani, rimasti con i denari contati, chiedevano agli organizzatori l'autorizzazione a dormire sulla materassina a gara ultimata, in modo da poter impiegare i pochi spiccioli ancora a loro disposizione per una pagnottella e un bicchiere di latte: è l'Italia del 1946.
Alla Libertas in via Barbicinti in questo periodo si allenano una quarantina di atleti, tra i quali anche il “massimo” Giovanni Bianchini e Maurizio Piattelli, che avevano iniziato la lotta nel 1948 e nello stesso anno vincono il titolo di campione italiano di lotta libera III serie.
Borgioli non si limitò ad insegnare la lotta. Durante un viaggio di lavoro in Francia apprese alcune tecniche di ju-jitsu e già nel 1948 iniziò ad insegnarle, sotto il nome di “lotta giapponese”, agli allievi della Libertas, tra i quali Silvano Grandi.
Nel 1949 la Libertas rientrò finalmente nella sua storica sede di S.M. Novella, ma il maestro Borgioli rimase alla Barbicinti con i suoi lottatori fino alla metà degli anni ‘50.
Il suo allievo Silvano Grandi attivò invece una sezione di lotta giapponese ed all'ombra della chiesa la diffuse ad un crescente numero di giovani entusiasti.
Ma è grazie al Maestro Bruno Calducci -maresciallo dell'Esercito trasferitosi a Firenze all'Istituto Geografico Militare- che questa lotta giapponese diventa judo.
Il M° Calducci, un pioniere dell'antica arte marziale, proveniva dalla Scuola militare di educazione fisica di Orvieto ed ottenne un grande successo.
Il judo fu motivo di grande interesse tra i giovani fiorentini e le vittorie non si fecero attendere: Fosco Francalanci e Silvano Grandi conquistano il titolo italiano nel 1955-1956. Nel 1959 la sezione judo, con oltre 100 allievi, diplomò le prime 3 cinture nere della Toscana: Francalanci, Grandi e Romano Cappelli.
Tra la fine degli anni '50 ed il 1966 avevano iniziato i corsi di judo oltre a Grandi, Francalanci e Cappelli, anche Marcello Murabito, Luciano Bertaccini, Bruno Nibbi, Pierluigi Sieni, Piero Valloni, Danilo Vaccini, Vero Busio, Agostino Macaluso, Ivo Fischi, Mario Natali, Rosario Pintaudi, Paolo Falsettini, Alvaro Montigiani, Walther Pauselli, Vinicio Tagliavia, Massimo e Mauro Brinati e altri ancora che poi continuarono, all'interno della società o in altre a diffondere la pratica del judo ed a trasmetterne i suoi valori.
Dagli anni '70 in poi iniziano anche i corsi femminili e la squadra agonistica composta da Maria Luisa Serci, Paola Sacchi, Stefania Buonamici e Sandra Piccini è campione d'Italia nel 1972.
Gli ultimi 30 anni di attività nel judo della società sono un susseguirsi di prestigiosi risultati agonistici. Ricordiamo tra tutti Alessandro Geri, che vanta un record imbattuto dal 1987, quando con la squadra dei Carabinieri vinse 3 medaglie d'oro nello stesso campionato del mondo; Antonella Pardi, per anni indiscussa protagonista, e la squadra della PGF, che nel 2006 è stata la prima società civile ai campionati italiani con Filippo Del Pianta, Matteo Lombardo, Lorenzo Pussotti, Francesco Del Pianta, Libero Ciccolo, Fabio Chierici, Sergio Carta e Lorenzo Romano. Infine i campioni d'Italia 2007 Filippo Del Pianta e Lorenzo Romano, quest'ultimo già vicecampione europeo nel 2005, e Dario Boni campione italiano 2008.
Dal 2006 è stata attivata anche una sezione di Sumo sportivo seguita dai primi tre tecnici della regione Toscana di questa disciplina: Alessandro Geri, Paolo Crescioli e Lorenzo Pussotti.

#### Campioni italiani della PGF Libertas nel judo dal 1955
Fosco Francalanci, Silvano Grandi, Paolo Falsettini, Alessandro Mariani, Danilo Vaccini, Paolo Landini, Elena Chiari, Marco Andrei, Alessandro Geri, Vieri Dolara, Luciano Innocenti, Sergio Carta, Lorenzo Romano, Filippo Del Pianta, Dario Boni.

#### Gli Azzurri nel judo della PGF Libertas
Luciano Bertaccini, Stefano Panteri, Stefano Pepponi, Walter Cicali, Antonella Pardi, Alessandro Geri, Paolo Crescioli, Elena Chiari, Francesco Usai, Sergio Carta, Silvia Menichetti, Lorenzo Romano, Filippo Del Pianta.

## Onorificenze
- Medaglia d'onore al merito sportivo: 1982

## Il Velodromo Libertas
La Libertas vide nel Velodromo, inaugurato ufficialmente il 16 luglio 1922, la possibilità di realizzare un'importante fonte economica in un periodo di grande popolarità per il ciclismo.
I campioni accettavano volentieri le riunioni in pista, anche per la possibilità di ricevere lauti ingaggi offerti dagli organizzatori.
Questo il commento della stampa locale nel gennaio 1921: "La costruzione della pista ciclistica, fortemente voluta dalla Libertas colmerà una lacuna nello Sport fiorentino che nei bei tempi passati, poteva vantarsi di essere stato l'iniziatore delle riunioni ciclistiche".
Anche la Gazzetta dello Sport, organizzatrice del Giro d'Italia, fece richiesta che l'arrivo della tappa Roma-Firenze del 1922 avvenisse nella pista del nuovo velodromo ma i lavori non terminarono in tempo.
Alla riunione inaugurale parteciparono anche Gaetano Belloni ed Ezio Corlaita, tra i migliori d'Italia. Tra le diverse specialità Belloni vinse il "Giro d'Italia in pista", su 100 giri pari a 34 km, davanti a Pietro Linari.
Il Giro d'Italia venne però accolto negli anni successivi 1923 e 1924. L'arrivo di tappa del 1923 Genova-Firenze rimane nella storia del ciclismo fiorentino per la vittoria del campionissimo Costante Girardengo su Pietro Linari, al termine di un contestatissimo ultimo giro.
Il Velodromo Libertas ebbe comunque vita breve. Infatti già nel 1922 iniziarono i lavori che portarono alla ristrutturazione pressoché totale del vecchio impianto cittadino del Club Sportivo alle Cascine, adeguandolo alle rinnovate esigenze di spettatori e ciclisti.
E quindi se con il 1926 venne demolita la pista ciclistica della Libertas, nel frattempo quella del Club Sportivo era stata completamente rinnovata e pertanto l'attività su pista negli anni venti non venne mai interrotta.
Il velodromo di via Bellini è famoso anche per una sfida rimasta nella storia tra Costante Girardengo e Alfonsina Strada.
Negli anni '20 l'attività femminile in bicicletta, in Firenze e provincia, dopo un passato di relativamente maggior attività era in quel periodo praticamente inesistente.
L'unica donna a far parlare di sé era Alfonsina Strada. La notissima "pasionaria" del ciclismo italiano partecipò anche ad alcune riunioni presso il Velodromo Libertas in esibizioni da sola o contro colleghi uomini e mai in gare “ufficiali”.
Rimane quindi nella storia del ciclismo di via Bellini la riunione svoltasi nel giugno 1924 dopo la conclusione del Giro d'Italia, alla quale parteciparono Girardengo e alcuni dei migliori stradisti di quel Giro, insieme a Alfonsina Strada.
Il pubblico incitò ed applaudi moltissimo la Strada fino a che il "Campionissimo", dimenticata la cavalleria, non si risentì e la mise dietro la sua ruota fino a prendersi oltre un giro di vantaggio.
Altra attività interessante che veniva praticata in quel periodo erano le gare organizzate dalla Libertas di "Cross Country ciclo podistico".

## Presidenti
- 1880 - Cap. Sabino Stella
- 1882 - Cav. Alfonso Barbieri
- 1885 - Ten. Col. Cav. Roatis; poi Ten. Col. Cav. Galli; poi di nuovo Cav. Roatis
- 1886 - Avv. Gherardo Gherardi
- 1888 - Avv. Giulio Conti
- 1892 - Avv. Alfonso Serbatisti
- 1894 - Avv. Giulio Conti
- 1896 - Avv. Carlo Fabbri
- 1903 - Alfonso Barbieri
- 1911 - Avv. Cesare Manin Marenesi
- 1920 - Cav. Rag. Gino Lorenzi
- 1938 - Ludovico Moroni
- 1943 - Giuseppe Silenzi
- 1949 - Luigi Lodolini
- 1954 - On. Arrigo Paganelli
- 1958 - Ing. Gianfranco Giovacchini
- 1963 - Ing. arch. Pietro Paolo Cini
- 1965 - Ing. Silvano Marilli
- 1969 - Pierluigi Sieni
- 1973 - Ivo Fischi
- 1981 - Marcello Murabito
- 1985 - Agostino Macaluso
- 2004 - Dott. Paolo Crescioli